# Poljane pri Mirni Peči
Poljane pri Mirni Peči so naselje v Občini Mirna Peč.